# Bénye

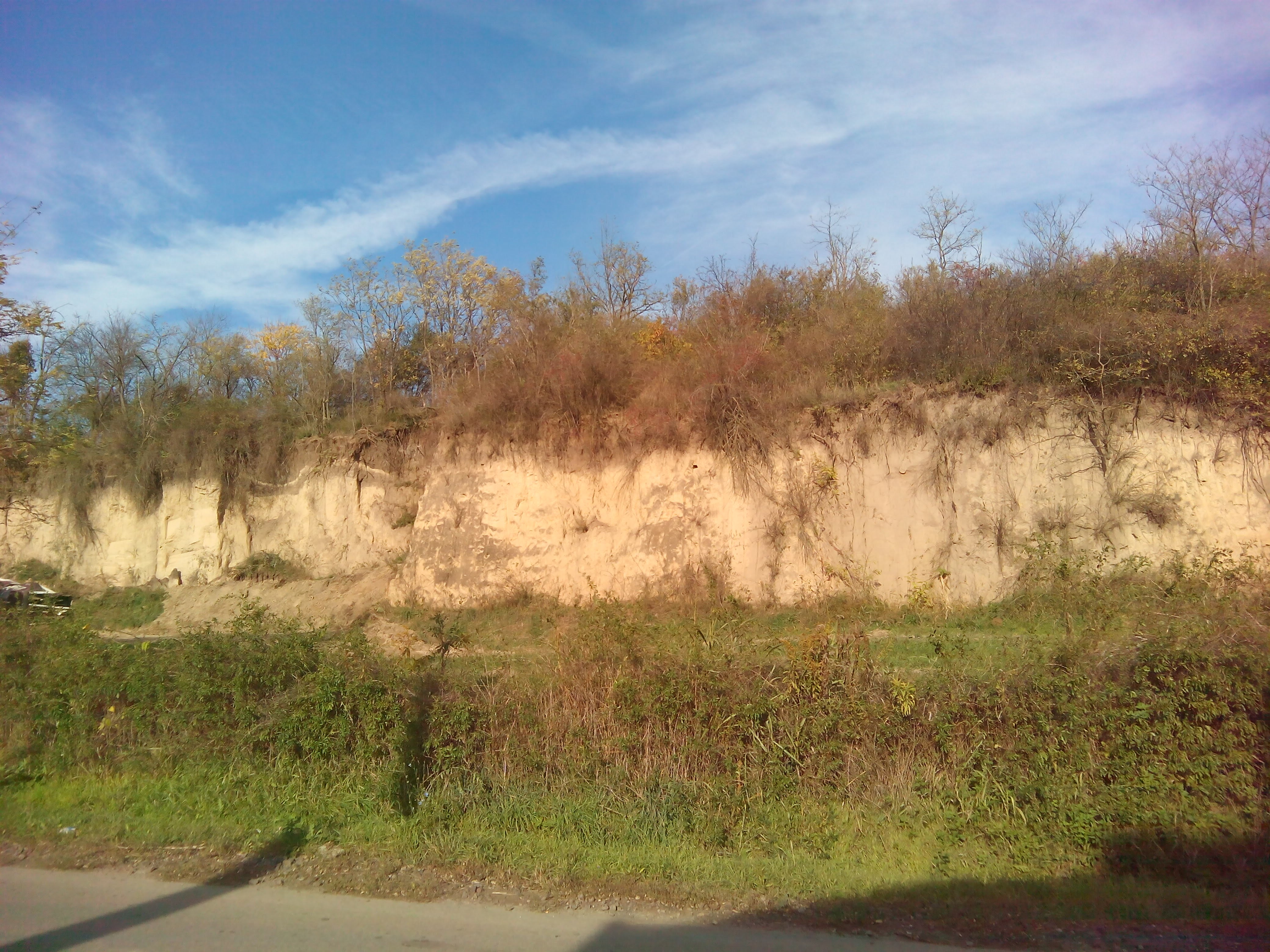
Löszfal

Bénye község Pest vármegyében, a Monori járásban.

## Fekvése
Bénye a Tápió-mente területén, a Bényei-patak magas domboktól ölelt völgyében helyezkedik el. Utcái hosszasan benyúlnak a dombok között húzódó völgyekbe, felülről mintha egy ötujjas kesztyűt látnánk.

### Megközelítése
Csak közúton érhető el. Az ország távolabbi részei felől a legegyszerűbb megközelítési útvonala: a 4-es főúton [vagy az M4-es autóúton] Monorig, majd onnan Gombán keresztül a 3112-es úton közelíthető meg, körülbelül 9 kilométeres kitérővel. Nagykáta felől Tápióbicske–Pánd-Káva településeken keresztül érhető el, a 3115-ös, majd ugyancsak a 3112-es úton. Határszélét délkeleten érinti még a 3123-as út is.
A legközelebbi vasúti csatlakozási lehetőséget a Budapest–Záhony-vasútvonal 9 kilométerre lévő Monor vasútállomása kínálja.

## Története
Első okleveles említése 1368-ban történt, birtokosa a Bényei család. A török uralom után elhagyott hely volt. A törökök kiűzése után az elnéptelenedett falut a Fáy család felvidéki evangélikus szlovákokkal telepítette be. Az első telepescsaládok Besztercebánya (Zólyom vármegye) környékéről érkeztek.
A Káva felé eső Templomhegyen az 1600 körül elpusztult templom alapja látható.
1796 "Binye, tót falu Pest vármegyében, birtokosa Banzay Uraság, lakosai katolikusok, fekszik Monornak szomszédságában, mellynek fíliája. Határbéli szőlei nem nevezetesek, földgyei termékenyek, fája elég, más középszerű tulajdonságaira nézve, második Osztálybéli."
1851 "Bénye, tót falu Pest-Pilis vármegyében, a monori kerületben, Pesthez keletre 4 mfd. 2884 lakossal, kik többnyire ágostaiak, anyaegyházzal. Van itt több csinos urilak, termékeny szántóföld, szőlő, erdő. Birja felét Patay, felét Szepessy családbeliek."
A népesség 18. századtól egyenletesen emelkedett napjainkig. Az evangélikus szlovák lakosság sokáig őrizte kultúráját, anyanyelvét, melyet csak a 20. században vesztett el.

## Közélete

### Polgármesterei
- 1990–1994: Racskó Károly (Agrárszövetség)[3]
- 1994–1998: Racskó Károly (Agrárszövetség)[4]
- 1998–2002: Racskó Károly (Agrárszövetség)[5]
- 2002–2006: Racskó Károly (Agrárszövetség-MSZP)[6]
- 2006–2010: Racskó Károly (független)[7]
- 2010–2014: Racskó Károly (független)[8]
- 2014–2014: Hegedüs Brigitta (független)[9]
- 2015–2019: Kovács Erika (független)[10]
- 2019–2024: Kovács Erika (független)[11]
- 2024– : Kovács Erika (független)[1]

A településen 2015. március 22-én időközi polgármester-választást kellett tartani, mert az előző év októberében megválasztott független polgármester, Hegedüs Brigitta alig több mint két hónap után, 2014. december 22-ével lemondott posztjáról. A választáson négy jelölt indult, de közülük a győztes egymaga is megszerezte az érvényesen leadott szavazatok többségét.

## Népesség
A település népességének változása:
| Lakosok száma | 1193 | 1206 | 1268 | 1232 | 1265 | 1201 | 1205 |
|               | 2013 | 2014 | 2018 | 2021 | 2022 | 2023 | 2024 |

A 2011-es népszámlálás során a lakosok 86,7%-a magyarnak, 1% cigánynak, 0,3% németnek, 0,7% románnak, 0,7% szlováknak mondta magát (13,3% nem nyilatkozott; a kettős identitások miatt a végösszeg nagyobb lehet 100%-nál). A vallási megoszlás a következő volt: római katolikus 9,4%, református 8,8%, evangélikus 42,1%, görögkatolikus 0,7%, felekezeten kívüli 8,7% (26,4% nem nyilatkozott).
2022-ben a lakosság 90,3%-a vallotta magát magyarnak, 0,6% szlováknak, 0,6% németnek, 0,4% cigánynak, 0,2% románnak, 2,5% egyéb, nem hazai nemzetiségűnek (9,7% nem nyilatkozott; a kettős identitások miatt a végösszeg nagyobb lehet 100%-nál). Vallásuk szerint 30% volt evangélikus, 11,4% római katolikus, 8% református, 0,7% görög katolikus, 1,7% egyéb keresztény, 0,9% egyéb katolikus, 13,4% felekezeten kívüli (33,5% nem válaszolt).

## Nevezetességei
A falu büszkesége és egyetlen temploma az evangélikus templom. Műemlék mivolta és igen ritka típusú barokk fedélszéke teszik különlegessé. Az evangélikus templom 1784 és 1794 között épült - egyenes záródású szentéllyel és zömök, homlokzat előtti toronnyal -, a klasszicizáló késő barokk stílusú templomot 1879-ben részben megújították.
A templomkertben Szent István szobra látható, valamint a világháborús hősök emlékére állított emlékmű. Továbbsétálva a főúton, régi házakat láthatunk. A főútról lekanyarodva a Lómen, vagy ahogyan a helyiek nevezik, a Dolina-völgybe érkezünk. Itt kerül minden évben megrendezésre a póni-fogathajtó verseny. A Leány-völgyben egy-egy időszakosan feltörő forrás található.